# 田口守
田口 守（たぐち まもる、1953年10月5日 - ）は、東京都出身の俳優。劇団新派所属。水谷八重子 (初代)の最後の弟子である。

## 出演作品
- 狐狸狐狸ばなし
- ふるあめりかに袖はぬらさじ
- 夢の女
- 滝の白糸
- 日本橋
- おはよう24時間
- 放浪記（2015年、シアタークリエ ほか） - 田村伍平 役
- 東京物語（2024年、三越劇場） - 平山周吉 役[2]
- さろん・ど・まろん〜波乃久里子を聴く宴（2024年、MUSICASA）[3]
- 三婆（2025年公演予定、新橋演舞場 ほか）[4]

ほか多数。

## 受賞歴
- 第14回日本俳優協会賞